# Brandýs nad Orlicí
Brandýs nad Orlicí é uma cidade checa localizada na região de Pardubice, distrito de Ústí nad Orlicí.